# 中岸水手足球會
中岸水手足球會（英語：Central Coast Mariners Football Club）是一支位於新南威尔士中海岸高士福的澳洲職業足球會。球會目前持有由澳洲足球總會發出的職業牌照，現時於澳洲職業足球聯賽作賽。水手成立於2004年，是澳職的八支創始球隊之一。他們亦是高士福地區的首支職業體育會競逐全國性賽事。雖然水手被視為聯賽中市場最小的球隊之一，但他們曾兩度贏得常規賽冠軍及奪得一次季後賽冠軍，亦曾四次打入季後賽決賽。球隊亦曾四度出戰亞洲聯賽冠軍盃賽事。
球會的主場球場是位於高士福的中岸球場，能容納20,059人，而訓練場地則是位於托格拉（Tuggerah）市郊的水手精英中心。這場地亦是他們的青年隊出戰全國青年聯賽的主場。英甲球會錫菲聯是水手的投資者之一，他們亦與數支外國球會有友好協議。
水手的主要球迷會是代表球會主場球衣顏色的黃衫軍（Yellow Army）。球會與紐卡素噴射機為敵對關係，他們的對賽稱為F3打吡，是以連接兩城市的高速公路之舊名為名的。麥·西蒙是球會史上的首席射手，截至2014/15球季，他在所有賽事共為球隊攻入45球。於2011年至2015年期間效力的約翰·赫捷臣保持了球會的最高上陣紀錄，他總共代表球隊261次。

## 歷史

### 成立
全新的澳洲職業足球聯賽於2004年成立，澳洲足球總會為此設定了一個地區代表的名額，中岸水手以地區球隊身份成功投得加盟權。有賴於他們的新血，新聯賽的經營權公布前，傳媒已推測水手在投標形勢上佔優。聘請到前澳洲國腳阿歷士·托賓（Alex Tobin）擔任球會技術總監以及邀得澳洲清潔日發起人伊恩·基蘭（Ian Kiernan）擔任創會主席後，強化了他們的陣容。作為唯一的地區投標者，中岸水手被預期能自動獲得聯賽席位。與澳洲足總正式簽約後，球會請來前北部精神隊（Northern Spirit）教練羅利·麥堅拿（Lawrie McKinna）擔任領隊，又邀得前格拉斯哥流浪及北部精神隊球員伊恩·費格遜（Ian Ferguson）擔任教練。水手與本地州聯賽球隊中海岸聯（Central Coast United）正式結盟，以輔助澳洲足總為這項運動勾畫新輪廓。2004年11月1日，在備受期待之下，澳洲足總宣布水手成為澳洲職業聯賽八支創始球隊之一，令中岸水手成為高士福地區首支職業體育隊伍參加全國賽事。
在新聯賽剛成立時，球會是由精神體育及休閒集團（Spirits Sports and Leisure Group）所擁有。球會宣布他們正尋找一名星級球員加盟，這名球員的薪金不計入賽會的150萬澳元薪酬上限，他們堅持這名球員不能是那種在臨退休前來「掘金」的球員。教練麥堅拿垂青澳洲國腳安迪·米列錫和西蒙·哥洛斯姆，同時宣布將根據聯賽規則簽入多於三名20歲以下的球員。早期不少人憂慮球會的財政穩定性不足，但在與科技公司東芝合作以及在本地商人約翰·辛格頓（John Singleton）注資後，球會的財政問題得到化解。麥堅拿積極斟介來自巴托灣的前紐卡素噴射機球員達米恩·布朗（Damien Brown）。這個決定令布朗感到受寵若驚，更表示自己「欣喜若狂」，結果他成為中岸水手的首位球員。球會主席拉爾·哥曼（Lyall Gorman）對於一名本地球員成為球隊的「開國功臣」感到高興，而布朗的另一個角色將是協助球隊選拔本地年輕球員。2004年12月初，球會展開組軍工作，與前珀斯光輝前鋒歷克·美查（Nik Mrdja）接洽，一個月後，他以星級前鋒的身份加盟。美查是去季全國足球聯賽表現最出色的球員之一，在決賽為珀斯光輝攻入奠定勝局一球。球會管理層最終未能覓得「特殊球員」，麥堅拿表示「若有合適人選我們會積極考慮，但他必須在場上對球隊貢獻，又能吸引觀眾入場」。

### 麥堅拿時代

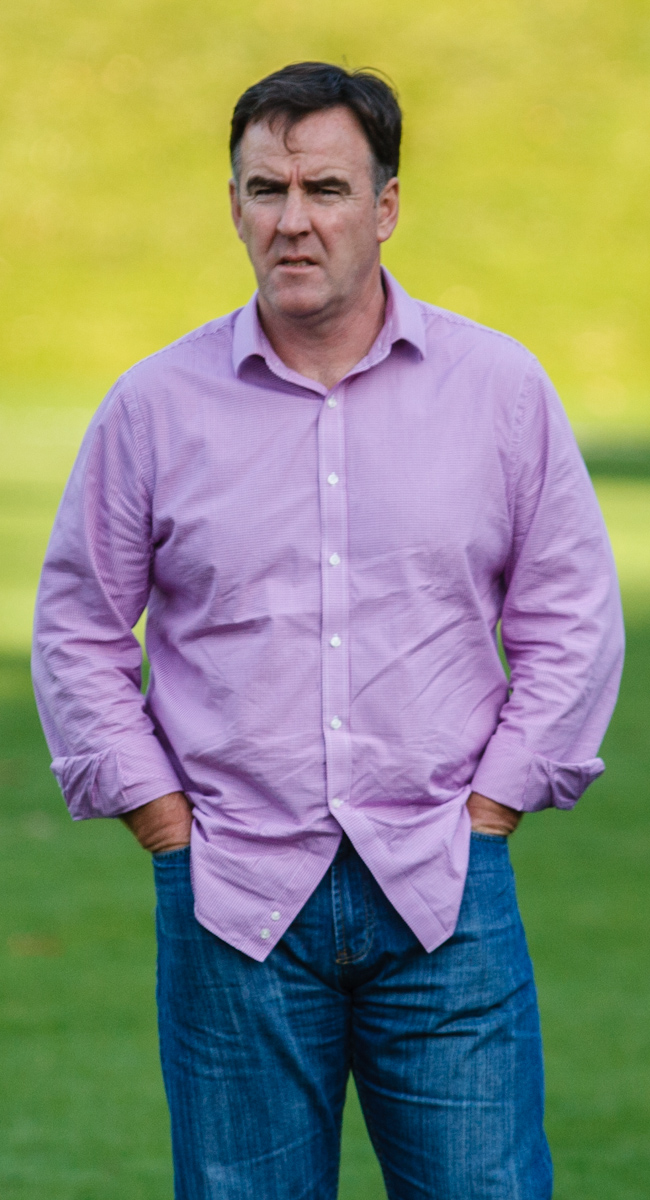
羅利·麥堅拿是水手的首位教練。

水手的首個球季取得空前成功，球隊在常規賽奪得季軍之餘，更打入2006年季後賽決賽。但在破紀錄的41,689名觀眾見證下，球隊以0:1不敵FC悉尼。水手亦贏得2005年季前挑戰盃冠軍，他們在決賽以1:0擊敗珀斯光輝而奪標。在2006/07球季的夏季轉會窗，繼FC悉尼簽下約基以及阿德萊德聯簽入曲聖卿後，水手亦作出他們的首筆「特殊引援」，他們從荷甲球會NAC比達羅致澳洲國腳東尼·域馬（Tony Vidmar），簽約兩年。2006年的季前賽，中岸水手繼去屆後再次殺入決賽，但在法定時間1:1戰和後，在互射十二碼以4:5落敗而無緣衛冕。2006/07球季，水手只能以第六名完成常規賽，未能取得季後賽席位。
2006/07球季完結後，球隊隊長諾爾·史賓沙（Noel Spencer）被會方釋出，然後加盟將參加亞冠盃的FC悉尼。阿歷斯·韋堅遜被任命為新隊長，時年22歲的韋堅遜在任命前未有缺席過球隊任何一場比賽。2008年2月，中岸水手與當時英冠的球會錫菲聯簽訂協議。這次合作亦促成了水手與數支外國球會的聯繫，包括匈牙利的費倫斯華路士、中國的成都天誠和巴西的聖保羅。這項協議為球隊提供了年輕球員外闖及引進對方球員的機會。此外，雙方亦合資經營物業發展，水手方面希望這項投資的回報可用作擴展他們的青訓學院。
2007/08球季的常規賽，在戰至最後一輪還是四支球隊同得31分之下，水手與噴射機同時取勝，結果水手憑藉得失球差壓過噴射機贏得常規賽冠軍。季後賽大準決賽首回合，球隊以0:2不敵噴射機，但是在次回合球隊在法定時間以同樣比數勝出，令賽事進入加時。水手憑藉為球隊追平的功臣沙素·柏杜夫斯基在加時94分鐘再下一城，助水手以總比數3:2擊敗對手而晉身決賽。球隊在決賽再次遇上噴射機，卻爭議性地以0:1落敗，當時比賽已戰至最後階段，噴射機球員在禁區犯手球卻遭球證無視。若果球證判罰十二碼，水手便有機會扳平。憤怒的水手球員向球證馬克·施特（Mark Shield）抗議，門將丹尼·胡高域更打中施特的手臂而立即被逐。胡高域更因此被禁止參加本土賽和國際賽九個月，以及六個月的附加停賽令，經上訴後減至三個月。雖然他仍再次上訴，但國際足協終在6月確認相關判罰，更令這名年青球員無緣參加2008年夏季奧運會。禁令持續至10月，對此，水手與曾效力曼聯的前澳洲國腳簽署為期七星期的合約救亡。
2008/09球季開季前，水手被預計將會再次在聯賽領導群雄，但球隊在常規賽卻以三連敗作結。雖然球隊連輸三場，但仍能勉強取得季後賽資格，他們以兩分之差壓過FC悉尼和威靈頓鳳凰排在第四位。不過，球隊在小準決賽以總比數1:4不敵昆士蘭獅吼而結束球季。

### 阿諾特和摩斯時代
2010年2月，麥堅拿決定轉職擔任水手的足球及商業營運經理（Football and Commercial Operations Manager）。水手聘請澳洲國家隊助教格拉咸·阿諾特（Graham Arnold）頂替麥堅拿的位置，成為球會的第二任領隊。為準備2010/11球季，球會通過轉會市場調整陣容。2010年6月，他們宣布簽入荷蘭後衛柏卓克·施雲斯域（Patrick Zwaanswijk）和代表阿根廷贏得2005年世青盃冠軍的球員柏迪斯奧·佩雷斯（Patricio Pérez）。2010年7月，球會宣布女子隊將不會競逐來季的女子聯賽，因為新南威爾士足球總會（Football NSW）撤出他們的資金，令會方被逼縮減開支。
水手在新球季被看淡之下，成績反而比上一季更佳，他們的一隊和青年隊均在其所屬的聯賽位居次席。水手在季後賽大準決賽以總比數2:4不敵常規賽冠軍布里斯班獅吼之後，在決賽預賽以1:0淘汰黃金海岸聯而晉級決賽，再次遇上獅吼。由於晉級決賽，他們亦獲得亞冠盃的參賽資格。在這場被澳洲官網稱為「經典」的決賽，中岸水手在加時完結前三分鐘仍手握兩球優勢之下被追和，更在互射十二碼以2:4落敗，球隊第三次在季後賽決賽飲恨。
2011/12球季，球隊的情況與上季相若，在常規賽取得破紀錄的51分，以兩分之差壓過次席的獅吼奪冠。但球隊在季後賽大準決賽以總比數2:5不敵獅吼後，又在預賽決賽1:1戰和珀斯光輝，在互射十二碼以3:5落敗出局，未能連續兩季殺入季後賽決賽。
2013年4月21日，水手終於打破宿命，作客安聯球場以2:0擊敗新球隊西悉尼流浪者，首次贏得澳職季後賽冠軍。阿諾特亦在同年8月30日與球會續約兩季，但他卻在11月14日宣布從2014年1月起跳槽日職球會仙台維加泰，簽約兩年。前助教菲爾·摩斯頂上成為新任主教練。水手總經理彼得·托恩布爾（Peter Turnbull）及紐西蘭國腳米高·麥堅治亦相繼宣布離隊，後者轉會到仙台與阿諾特重逢。2013/14球季常規賽，水手僅以得失球差被同分的西悉尼流浪者壓過而獲得季軍。在準決賽，水手以0:2不敵西悉尼，衛冕夢碎。在這場比賽舉行前三日，他們亦在亞冠盃以0:1不敵日職球會廣島三箭而包尾出局。
在摩斯執教球隊後的首個季前，他未有大刀闊斧改革球隊，只作出了輕微的調整。人腳方面，塞內加爾國腳馬歷·文尼和匈牙利球員韦尔奈什·里夏德來投，以及離隊，而亦宣布掛靴。水手開季先拔頭籌，殺入足總盃四強及在聯賽揭幕戰主場以1:0絕殺同市宿敵紐卡素噴射機。不過，這場在10月的勝仗竟然成為球隊在2014年的最後一勝。加上在亞冠盃附加賽不敵中超球隊廣州富力及在聯賽表現差劣，會方終決定辭退摩斯的職務。2015年3月6日，水手任命技術總監東尼·雲斯利（Tony Walmsley）擔任代領隊，與升任球員兼教練的隊長約翰·赫捷臣組成雙教練組合直至季尾。葡萄牙球員法比奧·費拉拿亦於季尾從阿德萊德聯來投。4月15日，雲斯利被任命為2015/16球季的固定技術總監及的主教練，但球隊仍只能令人失望地以第八名完成球季。

### 雲斯利時代
水手在2015/16球季遭遇球隊加入澳職以來最差戰績。他們全季僅得13分為列榜尾，亦以20場敗仗刷新了球會和澳職史上落敗場數最多紀錄。水手亦在全季失掉70球和得失球差-37亦是澳職歷年之冠。此外，球隊分別在主場和作客失掉32球和38球，同樣是聯賽最差紀錄，並且在全季27比賽每場比賽均有失球。
2016年澳洲足總盃，水手作客不敵非職業聯賽球隊格連格里SC，成為第二支在足總盃被地區球隊淘汰的澳職球隊。而會方亦在8月8日宣佈解僱雲斯利，並由助教赫捷臣擔任看守領隊。

## 顏色及會徽
水手的主場球衣以黃色為主色，配搭深藍色的衣袖。作客球衣則是主色深藍色配搭次色黃色。由於2010/11球季後澳職與銳步的合約屆滿，在2011/12球季，球會的球衣改由大黃蜂生產。2012年9月，水手宣布與卡帕簽訂兩年合約，該公司成為球會的官方服裝供應商。球隊的標誌是一個黃色足球在藍色的彎曲波浪上，象徵中海岸的海灘。
從2012年起，中岸水手會在10月的一場比賽中穿著特別的粉紅色球衣，作為全國乳癌警惕月（National Breast Cancer Awareness Month）的一項活動，為粉紅絲帶日籌款及提高警惕。水手方面亦會在球場收集善款，以及在網上拍賣網eBay拍賣比賽使用的球衣，籌得的款項全數撥捐慈善機構。

## 球場

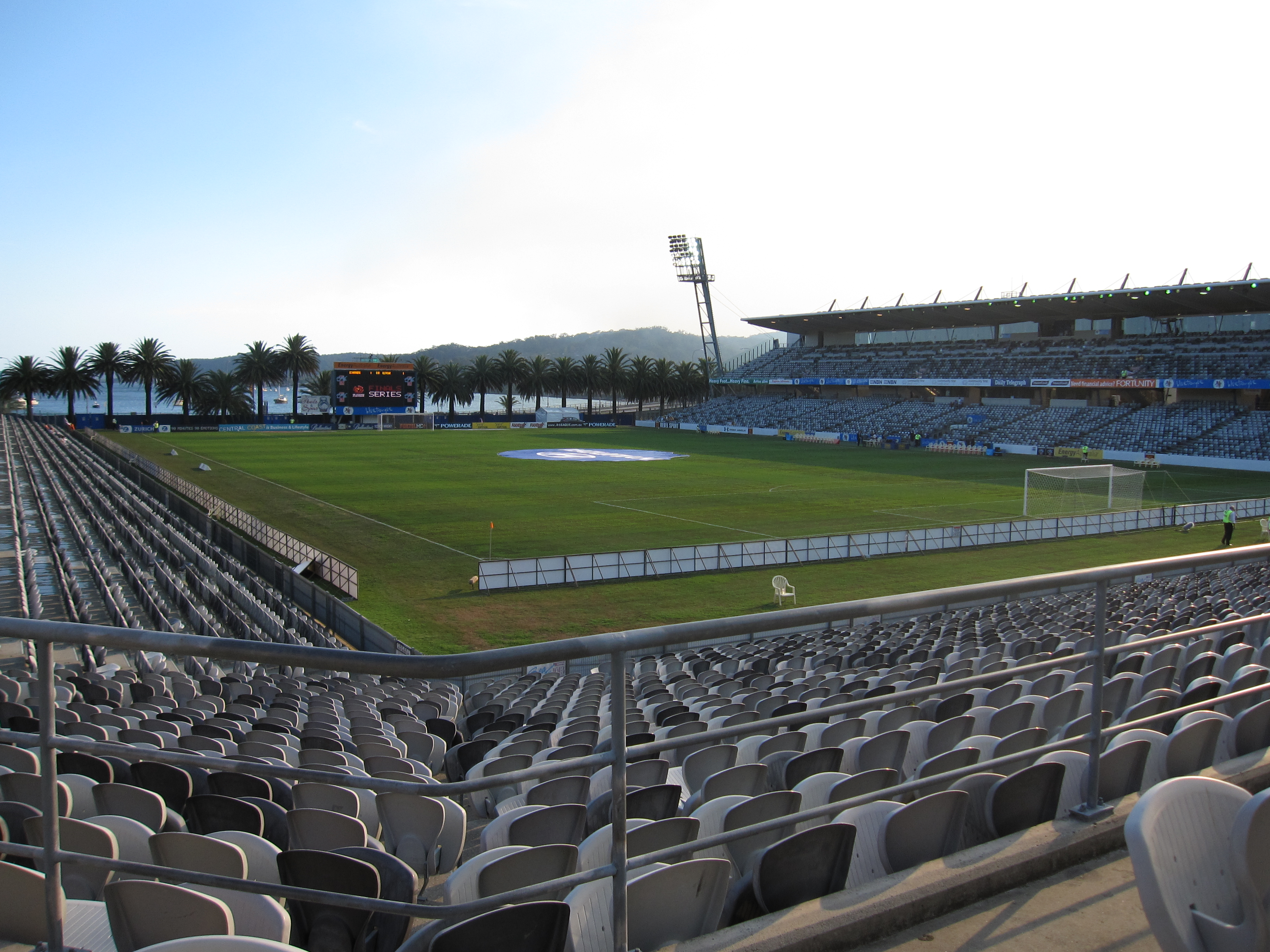
中岸球場是中岸水手的主場。

中岸水手的主場球場是在高士福的中岸球場。它位於格林美公園（Grahame Park），在高士福中央商業區和布里斯班海灣的前灘之間。球場的南邊完全敞開，使得全場幾乎任何一個位置，都可以透過着一排排的大棕櫚樹，欣賞到布里斯班海灣的景色。它與高士福鐵路站只隔300米之距，亦與中岸聯賽會（Central Coast Leagues Club）相鄰。
球場可容納20,059人，入座率最高的比賽是在2007/08球季對紐卡素噴射機的常規賽，有19,238人入場。由於難以吸引觀眾，水手決定在2013/14和2014/15球季停止在中岸球場安排主場賽事，而改在北悉尼橢圓球場（North Sydney Oval）和布魯克韋爾橢圓球場（Brookvale Oval）上演。因為球會主席米高·查理斯禾夫估計北悉尼球迷佔了全會球迷的兩成，球會希望此舉可與住在北悉尼的球迷拉近距離。由於轉換主場後，入座率仍未見改善，澳洲足總行政總裁大衛·加洛普（David Gallop）在2014年12月指出，水手不再可能獲批准在北悉尼作賽。

## 球员名单
註釋：國旗表示球員在國際足聯資格規則定義的國家隊。球員可能擁有一個以上非國際足聯國籍。
| 號碼 |          | 位置 | 球員                             |
| ---- | -------- | ---- | -------------------------------- |
| 1    | 澳大利亚 | 门将 | 亚当·帕夫莱西克                  |
| 3    | 瓦努阿图 | 后卫 | 布赖恩·卡尔塔克                  |
| 4    | 澳大利亚 | 后卫 | 特倫特·塞恩斯伯里（captain）     |
| 5    | 澳大利亚 | 后卫 | 诺亚·史密斯                      |
| 7    | 澳大利亚 | 前锋 | 克里斯蒂安·西奥哈鲁斯            |
| 8    | 北爱尔兰 | 中场 | 阿尔菲·麦卡尔蒙特                |
| 9    | 澳大利亚 | 前锋 | 阿卢·库尔                        |
| 10   | 巴西     | 中场 | 米卡埃尔·多卡                    |
| 11   | 巴西     | 前锋 | 比托尔·费吉奥                    |
| 12   | 澳大利亚 | 后卫 | 卢卡斯·毛拉吉斯                  |
| 15   | 新西兰   | 后卫 | 斯托姆·罗克思                    |
| 16   | 澳大利亚 | 中场 | 哈里·斯蒂尔                      |
| 17   | 澳大利亚 | 前锋 | 萨比特·恩戈                      |
| 23   | 澳大利亚 | 前锋 | 米格尔·狄·皮齐奥                 |
| 24   | 澳大利亚 | 后卫 | 狄塞尔·海灵顿                    |
| 26   | 澳大利亚 | 中场 | 布拉德·塔普                      |
| 27   | 澳大利亚 | 后卫 | 萨莎·库泽夫斯基                  |
| 28   | 澳大利亚 | 中场 | 威廉·威尔逊                      |
| 29   | 澳大利亚 | 前锋 | 尼古拉斯·杜阿尔特（scholarship） |
| 30   | 澳大利亚 | 门将 | 杰克·沃尔肖斯基                  |
| 33   | 澳大利亚 | 后卫 | 纳丹·普爾                        |
| 35   | 澳大利亚 | 前锋 | 阿瑟·德·利马（scholarship）      |
| 36   | 澳大利亚 | 中场 | 海恩·埃姆斯（scholarship）       |
| 37   | 澳大利亚 | 前锋 | 贝利·布兰特曼（scholarship）     |
| 40   | 澳大利亚 | 门将 | 迪伦·佩雷奇-卡伦                 |
| 50   | 澳大利亚 | 门将 | 杰伊·阿亚诺维奇（scholarship）   |
| 99   | 英格兰   | 前锋 | 賴恩·艾蒙臣                      |

## 球迷及主要對手
水手現時活躍的球迷會名為黃衫軍（Yellow Army），他們在主場比賽時坐在球場的16區。除黃衫軍之外，「中岸水手官方球迷會」（Central Coast Mariners Official Supporters Club）亦於2013年成立。中海岸地區僅得約30萬名居民，這令水手成為澳職球會中本地球迷基數最少的一隊。據此，評論員會以「小球會」、「小市場」等來形容他們。
在首個球季，水手與紐卡素噴射機組成了強烈的敵對關係，他們之間的競爭稱為F3打吡。F3是連接兩球會所在城市的悉尼–紐卡素高速公路之舊名。他們的敵對關係在正式於澳職對賽前已經建立。在2005年5月大洋洲錦標賽的一場由兩軍對賽的資格賽中，水手球員美查踢斷噴射機球員安祖·杜蘭迪的腳，令他錯過了整季聯賽，而美查並未就此攔截道歉，這使噴射機球員十分不滿。這場比賽令他們開始互生敵意。而兩軍球迷在2011年的一場打吡戰前後亦進行了「口水戰」，引來《紐卡素先鋒報》（Newcastle Herald）的批評，指他們「幼稚和可笑」。在最近幾季，F3打吡的聲勢已經被墨爾本打吡和悉尼打吡所蓋過，但水手球員尼古拉斯·費斯格拉特表示球員和球迷都仍然非常重視。
中岸水手的另一敵對球會是FC悉尼。跟紐卡素一樣，FC悉尼與中海岸距離不遠。《中海岸快報》（Central Coast Express Advocate）的李察·隆尼（Richard Noone）在2006年時稱兩軍的競爭為「澳職最激烈」。

## 友好球會
由於錫菲聯的投資，水手因而與以下球會有聯繫關係：
- 錫菲聯[107]
- 成都天誠[107]
- 聖保羅[107]
- 費倫斯華路士[107]

此外，球會亦與以下外國球會有球員發展夥伴關係：
- 愛華頓[108]

球會與以下澳洲機構有正式的合作關係：
- 北橋（名為北岸水手學院，North Shore Mariners Academy）[109]
- 西新南威爾士足球（名為西新南威爾士水手足球會，Western NSW Mariners FC）

## 紀錄
約翰·赫捷臣是目前中岸水手上陣紀錄的保持者，合共為球隊上陣261次。前隊長阿歷士·韋堅遜（Alex Wilkinson）在各項賽事錄得203次上陣排在第二位。而阿當·卡華斯歷（Adam Kwasnik）則以158次上陣紀錄排在第三。截至2014/15球季，中岸水手的總入球保持者是麥·西蒙，他為水手取得45個入球，比第二的卡華斯歷多三球。而丹尼尔·麥克布林則以29球排在第三位。水手在主場作賽的最高入座紀錄是2007/08球季常規賽第20輪對紐卡素噴射機的19,238人。這亦是自中岸球場於2000年2月開幕後，入場人數第五多的一場比賽。

## 榮譽

### 國內
- 澳職常規賽

冠軍 (3)：2007–08, 2011–12, 2023–24
亞軍 (2)：2010–11, 2012–13
- 澳職季後賽

冠軍 (3)：2013, 2023, 2024
亞軍 (3)：2006, 2008, 2011
- 澳職季前挑戰盃

冠軍 (1)：2005
亞軍 (1)：2006

### 洲際
- 亞洲足協盃

冠軍 (1)：2023–24